# Esterina Tartman
Esterina Tartman (hébreu : אסתרינה טרטמן, née le 9 novembre 1957) est une femme politique israélienne. Elle estmembre de la Knesset pour Israel Beytenou entre 2006 et 2009.

## Biographie
Avant d'entamer sa carrière politique, Esterina Tartman a obtenu gain de cause devant la Haute Cour en déclarant qu'elle était handicapée à 52 % et ne pouvait travailler que quatre heures par jour en raison d'un accident de voiture dans lequel elle avait été impliquée au milieu des années 1990. Elle a également reçu 2,5 millions de shekels. Son avocat précise qu'elle a des problèmes de mémoire, de concentration et d'attention.
Tartman entre à la Knesset en février 2006, deux mois avant la fin du mandat de la 16e Knesset après qu'Israel Beytenou s'est séparé de l'Union nationale et a obtenu un nouveau siège. Elle conserve son siège aux élections de 2006. Au début de sa carrière politique, elle déclare que « la Knesset est un travail facile - incohérent et consistant principalement en paroles ».
Au cours de son mandat, Tartman commet un certain nombre d'actes controversés. En octobre 2006, elle déclare vouloir présenter un projet de loi visant à révoquer les membres de la Knesset considérés comme anti-israéliens, mais à la demande de la présidente de la Knesset, Dalia Itzik, elle n'en fait rien.
En janvier 2007, Tartman soumet un projet de loi à la Knesset qui limiterait le pouvoir de la Cour suprême d'annuler la législation gouvernementale. Plus tard le même mois, Tartman fait la une des journaux après avoir déclaré que la nomination par le parti travailliste de Ghaleb Majadleh, un Arabe musulman, pour un poste ministériel est un « coup fatal au sionisme ».
Malgré ses remarques controversées, en février 2007, Lieberman la nomme ministre du tourisme, où elle remplace Isaac Herzog lors d'un remaniement ministériel provoqué par l'ajout d'Israel Beytenou à la coalition d'Ehud Olmert . En réponse, le député arabe israélien Ahmad Tibi déclare que cette décision était « un coup fatal à la raison et à la tolérance ». Depuis sa nomination, elle déclare vouloir révoquer la citoyenneté des Arabes israéliens et des Juifs ultra-orthodoxes qui ont refusé de signer une déclaration de loyauté envers Israël. Une nouvelle controverse suit lorsque le grand journal Yedioth Aharonoth révèle qu'elle ne détient pas de Master universitaire de maîtrise, contrairement à ce qu'elle affirme sur son CV et en interview. Après de nombreuses pressions médiatiques, Tartman retire sa candidature au poste et Yitzhak Aharonovich est annoncé comme son remplaçant.
Tartman perd son siège aux élections de 2009.